# Nikki Giovanni
Yolande Cornelia "Nikki" Giovanni, Jr. (Knoxville, 7 de junho de 1943 – Blacksburg, 9 de dezembro de 2024) foi uma poeta, escritora, comentarista, educadora e ativista norte-americana. Considerada uma das mais conhecidas poetas afro-americanas, seu trabalho inclui antologias poéticas, poemas gravados e ensaios não-ficcionais que tratam desde tópicos sobre raça até questões sociais para a literatura infantil. 
Ela já ganhou vários prêmios, incluindo a medalha Langston Hughes, o NAACP Image Awards. Foi indicada ao Grammy Award por seu álbum The Nikki Giovanni Poetry Collection. Recentemente, foi intitulada como uma das 25 Oprah Winfrey's "Living Legends".
Nikki Giovanni obteve fama inicialmente no final dos anos 60 por ser uma das primeiras autoras do Black Arts Movement. Influenciada pelo Movimento dos direitos civis dos negros nos Estados Unidos e pelo Movimento Black Power da época, seus primeiros trabalhos apontam uma perspectiva forte e combativa que fez com que ela fosse conhecida como "Poeta da Revolução Negra". Durante os anos 70, ela começou a escrever literatura infantil, e co-fundou a editora NikTom Ltd com o objetivo de fornecer oportunidade a outras autoras negras dos Estados Unidos. 
Nas décadas seguintes seus trabalhos discutiram problemáticas sociais, relações humanas e hip-hop. Poemas como Knoxville, Tennessee e Nikki-Rosa são frequentemente re-publicados em antologias e outras coletâneas.
Giovanni lecionou na Queens College, Universidade Rutgers e Ohio State, e atualmente é professora titular no Virginia Tech.

## Vida e carreira
Filha de Yolande Cornelia, Sr. e Jones "Gus" Giovanni, Nikki Giovanni nasceu em Knoxville, Tennessee, em 7 de junho e 1943 e cresceu em Lincoln Heights, subúrbio de Cincinnati, Ohio, embora retornasse a Knoxville para morar com seus avós e estudar na Austin-East High School em 1958. 
Em 1960, ela iniciou seus estudos na Fisk University, em Nashville, Tennessee. Com dificuldades de se adaptar à vida universitária Giovanni foi posteriormente expulsa. Contudo, por entender que precisava estudar, ela retornou a Nashville, falou com a Dean of Women, a conselheira da universidade, e foi readmitida. 
Em 1967, graduou-se com honras em História. Depois, frequentou a pós-graduação na Universidade da Pensilvânia e na Universidade de Columbia.
Em 1969, Giovanni começou a lecionar na Livingston College da Universidade Rutgers. 
Em 1970, ela começou a fazer aparições regulares no programa de televisão Soul!, um programa de entretenimento, variedades e entrevistas com o objetivo de promover a arte e a cultura negra, permitindo também expressão política, e que contou com importantes participações, como a de Muhammad Ali, Jesse Jackson, Harry Belafonte, Sidney Poitier, Gladys Knight, Miriam Makeba, e Stevie Wonder. Além de aparecer regularmente no Soul!, Giovanni trabalhou durante alguns anos em sua produção. 
Desde de 1987, ela ensina escrita e literatura na na Virginia Tech, onde foi professora titular. Giovanni recebeu o NAACP Image Awards algumas vezes, além de ter vinte doutoramentos honorários e outros prêmios por sua contribuição literária, como o Prêmio Langston Hughes e o Prêmio Rosa L. Parks Women of Courage.

### Obra literária
O Movimento dos direitos civis dos negros nos Estados Unidos, e o Movimento Black Power inspiraram sua produção poética inicial, copilada em Black Feeling, Black Talk (1967), esgotado no primeiro ano com mais de dez mil cópias; Black Judgement (1968), que vendeu 6 mil cópias em três meses; e Re: Creation (1970). Essas três publicações ajudaram a tornar Nikki Giovanni uma representante dos afro-americanos.
Em After Mecca: Women Poets and the Black Arts Movement, Cheryl Clarke cita Giovanni como uma poeta que se tornou uma significante parte dos direitos civis e negro nos EUA. Suas primeiras produções poéticas, lançadas entre o final dos anos 1960 e início dos anos 1970, são vistas de maneira mais radical e combativa do que seus trabalhos lançados nos próximos anos. Seus poemas são descritos como "politicamente, espiritualmente, e socialmente conscientes", entendidos como um transmissor de urgência em expressar a necessidade de consciência negra, unidade e solidariedade.
Seu livro Love Poems (1997) foi escrito em memória de Tupac Shakur. Giovanni declarou que preferia andar ao lado dos Thug Life do que com as pessoas que falavam mal do grupo.
Escreveu Rosa em 2007, um livro infantil ilustrado que centra-se na vida da ativista civil Rosa Parks. Rosa atingiu o número 3 na lista de best-sellers de Nova Iorque e recebeu a Caldecott Honor pelas ilustrações de Brian Collier e prêmio Coretta Scott King.
Giovanni foi frequentemente entrevistada sobre temas pertencentes a sua poesia, como gênero e raça. Em uma entrevista intitulada I am Black, Female, Polite, Peter Bailey que perguntou-a sobre o papel do "gênero" e da "raça" em seus poemas, e mais especificamente no poema Nikki-Rosa, questionando se essa presença foi influenciada pelas suas próprias influencias de infância e de sua experiências em sua comunidade. Em resposta, a poeta enfatizou que não gosta de entender o tropo da família afro-norte-americana como uma tragédia, e que Nikki-Rosa reflete as experiências que ela vivenciou em sua comunidade, principalmente no que é relativo à cultura popular negra, mas também problemas como o alcoolismo, a violência doméstica, ou não ter um banheiro em casa.

### Massacre de Virginia Tech
Seung-Hui Cho, o spree killer que assassinou 32 pessoas em 16 de abril de 2007 no Massacre de Virginia Tech, era aluno de Nikki Giovanni. 
Descrevendo-o como "mau" e "ameaçador", ela chegou a entrar em contato com o departamento universitário para retirar Cho de uma de suas aulas, considerando pedir demissão a continuar tendo-o em sala. Giovanni relata que assim que ouviu os tiros no campus suspeitou imediatamente que poderiam estar partindo do Cho.
Giovanni foi convidada pelo reitor da Virginia Tech para encerrar a cerimônia em memória às vítimas do atentado com um discurso em 17 de abril de 2007. Seu discurso em forma de poema gerou grande comoção e senso de união, sendo aclamado por uma demorada salva de palmas.

### Morte
Em 9 de dezembro de 2024, Giovanni morreu de complicações de câncer de pulmão em um hospital de Blacksburg, Virgínia. Ela tinha 81 anos.

## Trabalhos literários

### Coleções poéticas
- Black Feeling, Black Talk (1967)
- Black Judgement (1968)
- Re: Creation (1970)
- Black Feeling, Black Talk/ Black Judgement (contendo Black Feeling, Black Talk, e Black Judgement (1970)
- My House (1972)
- The Women and The Men (1975)
- Cotton Candy on a Rainy Day (1978)
- Woman (1978)
- Those Who Ride The Night Winds (1983)
- Knoxville, Tennessee (1994)
- The Selected Poems of Nikki Giovanni (1996)
- Love Poems (1997)
- Blues: For All the Changes (1999)
- Quilting the Black-Eyed Pea: Poems and Not Quite Poems (2002)
- The Prosaic Soul of Nikki Giovanni (2003)
- The Collected Poetry of Nikki Giovanni: 1968-1998 (2003)
- Acolytes (2007)
- Bicycles: Love Poems (2009)
- 100 Best African American Poems (2010)
- Chasing Utopia: A Hybrid (2013)

### Literatura infantil
- Spin a Soft Black Song (1971)
- Ego-Tripping and Other Poems For Young People (1973)
- Vacation Time: Poems for Children (1980)
- The Genie in The Jar (1996)
- The Sun Is So Quiet (1996)
- The Girls in the Circle (Just for You!) (2004)
- Rosa* (2005)
- Poetry Speaks to Children: A Celebration of Poetry with a Beat (2005)
- Lincoln and Douglass: An American Friendship (2008)
- Hip Hop Speaks to Children: A Celebration of Poetry with a Beat (2008)
- The Grasshopper's Song: An Aesop's Fable (2008)

### Discografia
- Truth Is On Its Way (Right On Records, 1976)
- The Reason I Like Chocolate (Folkways Records, 1976)
- Legacies: The Poetry of Nikki Giovanni (Folkways Records, 1976)
- Cotton Candy on a Rainy Day (Folkways Records, 1978)
- Nikki Giovanni and the New York Community Choir* (Collectibles, 1993)
- Every Tone A Testimony (Smithsonian Folkways, 2001)

### Outros
- Night Comes Softly: An Anthology of Black Female Voices (1970)
- Gemini: An Extended Autobiographical Statement em My First Twenty-five Years of Being a Black Poet (1971)
- A Dialogue with James Baldwin (1973)
- A Poetic Equation: Conversations between Nikki Giovanni and Margaret Walker (1974)
- Sacred Cows ... and Other Edibles (1988)
- Appalachian Elders: A Warm Hearth Sampler (1991)
- The Abandoned Baobob: The Autobiography of a Woman (1991)
- Racism 101 (1994)
- Grand Mothers: Poems, Reminiscences, and Short Stories about the Keepers of Our Traditions (1994)
- Shimmy Shimmy Shimmy Like My Sister Kate: Looking at the Harlem Renaissance through Poems (1995)